# 山本亜美
山本 亜美（やまもと あみ、2002年4月19日 - ）は、日本の陸上競技選手（女子400メートルハードル）。滋賀県草津市出身。

## 経歴
京都橘高等学校、立命館大学卒業。
2023年6月に行われた第107回日本陸上競技選手権大会では日本歴代5位の56秒06で1位、3連覇達成。
7月に行われたアジア陸上競技選手権大会では57秒80で3位、銅メダルを獲得。
ハンガリー・ブダペストで開催された2023年世界陸上競技選手権大会に出場。女子400mハードル予選2組において57秒76で8着となり準決勝に進出できなかった。
中華人民共和国・杭州市で開催された2022年アジア競技大会に出場。女子400mハードル予選1組において57秒55で4着となり、タイムで拾われ決勝に進出。決勝では57秒66で7位だった。
2024年6月に行われた第108回日本陸上競技選手権大会では56秒60で1位、4連覇達成。
2025年、富士通に入社。

## 日本代表歴
- 2023年アジア陸上競技選手権大会
- 2023年世界陸上競技選手権大会
- 2022年アジア競技大会（2023年開催）

## 自己ベスト記録
| 種目  | 記録   | 風速 | 大会                          | 場所         | 日付         | 備考 |
| ----- | ------ | ---- | ----------------------------- | ------------ | ------------ | ---- |
| 400mH | 56秒06 |      | 第107回日本陸上競技選手権大会 | 大阪府大阪市 | 2023年6月4日 |      |